# Sonoita, Arizona
Sonoita, Arizona (енгл. Sonoita) насељено је место без административног статуса у америчкој савезној држави Аризона.

## Демографија
По попису из 2010. године број становника је 818, што је 8 (-1,0%) становника мање него 2000. године.
| Група             | 2000.       | 2010.       |
| Белци             | 664 (80,4%) | 667 (81,5%) |
| Афроамериканци    | 4 (0,5%)    | 3 (0,4%)    |
| Азијати           | 1 (0,1%)    | 9 (1,1%)    |
| Хиспаноамериканци | 138 (16,7%) | 120 (14,7%) |
| Укупно            | 826         | 818         |